# Стефан Желтов
Стефан Желтов е български политик, бивш кмет на Русе.
Сведенията за Стефан Желтов твърде оскъдни. Знае се, че дълго време е бил училищен инспектор. Назначен е за председател на тричленна комисия с членове Райко Райков и Марин Пенев от Либералната радославистка партия. На 14 април поемат управлението на общината, а на 16 май печелят общинските избори.
Веднага след встъпването си в длъжност се назначава комисия за проучване законосъобразността на промените в кадастралния план, започнати по искане на бившия кмет Георги Губиделников. Това се случва и с настоящото ръководство след слизането им от власт, обвинени в злоупотреба с обществени средства. По време на управлението на Стефан Желтов се открива Втора градска амбулатория, назначава се градска акушерка и се извършва ваксиниране на децата срещу едра и дребна шарка. По примера на големите европейски градове кметството финансира построяването на четири обществени градски тоалетни.
През септември 1899 г. Желтов се кандидатира за народен представител в Горнооряховска околия и го спечелва.
След кметуването си продължава да бъде активен член на Либералната радославистка партия.